# Capasa recensata
Capasa recensata là một loài bướm đêm trong họ Geometridae.